# 韩国国家男子篮球队
韓國國家男子籃球隊是代表韓國参加比赛的國家籃球隊。韓國隊作为亞洲籃壇的一支劲旅曾获得2次亞錦賽金牌和10次亞錦賽銀牌。

## 外部連結
-  韓國籃球協會官方網站 （页面存档备份，存于）
- （英文） Asia-Basket.com （页面存档备份，存于）

1. ↑  . FIBA. 2025年2月25日  [2025年2月25日].